# Karoline Rose Sun
Pour les articles homonymes, voir Sun.
 (juillet 2021).
 (juillet 2021).
La mise en forme du texte ne suit pas les recommandations de Wikipédia : il faut le « wikifier ».
Les points d'amélioration suivants sont les cas les plus fréquents. Le détail des points à revoir est peut-être précisé sur la page de discussion.
- Les titres sont pré-formatés par le logiciel. Ils ne sont ni en capitales, ni en gras.
- Le texte ne doit pas être écrit en capitales (les noms de famille non plus), ni en gras, ni en italique, ni en « petit »…
- Le gras n'est utilisé que pour surligner le titre de l'article dans l'introduction, une seule fois.
- L'italique est rarement utilisé : mots en langue étrangère, titres d'œuvres, noms de bateaux, etc.
- Les citations ne sont pas en italique mais en corps de texte normal. Elles sont entourées par des guillemets français : « et ».
- Les listes à puces sont à éviter, des paragraphes rédigés étant largement préférés. Les tableaux sont à réserver à la présentation de données structurées (résultats, etc.).
- Les appels de note de bas de page (petits chiffres en exposant, introduits par l'outil «  Source ») sont à placer entre la fin de phrase et le point final[comme ça].
- Les liens internes (vers d'autres articles de Wikipédia) sont à choisir avec parcimonie. Créez des liens vers des articles approfondissant le sujet. Les termes génériques sans rapport avec le sujet sont à éviter, ainsi que les répétitions de liens vers un même terme.
- Les liens externes sont à placer uniquement dans une section « Liens externes », à la fin de l'article. Ces liens sont à choisir avec parcimonie suivant les règles définies. Si un lien sert de source à l'article, son insertion dans le texte est à faire par les notes de bas de page.
- La présentation des références doit suivre les conventions bibliographiques. Il est recommandé d'utiliser les modèles {{Ouvrage}}, {{Chapitre}}, {{Article}}, {{Lien web}} et/ou {{Bibliographie}}. Le mode d'édition visuel peut mettre en forme automatiquement les références.
- Insérer une infobox (cadre d'informations à droite) n'est pas obligatoire pour parachever la mise en page.

Pour une aide détaillée, merci de consulter Aide:Wikification.
Si vous pensez que ces points ont été résolus, vous pouvez retirer ce bandeau et améliorer la mise en forme d'un autre article.
Karoline Rose Sun, aussi connue sous le nom de SUN, est une chanteuse, auteure-compositrice-interprète, guitariste et actrice franco-allemande, née à Karlsruhe en Allemagne.
Elle a créé son style, la Brutal Pop, qui mêle chansons pop et inspirations metal. Adepte du mélange de chant clair et chant saturé, son parcours inclut death metal, comédies musicales, théâtre contemporain et cinéma.
En 2021, elle joue le rôle d'une maréchale-ferrante et chanteuse-guitariste dans le film Tom Medina de Tony Gatlif, projeté pour la première fois en sélection officielle au Festival de Cannes 2021.
Elle compose cinq titres de la bande originale du film.
Elle est lauréate du FAIR 2021.

## Biographie
Née à Karlsruhe en Allemagne (Bade-Wurtenberg), elle y vit jusqu'à l'adolescence avant de s'installer en France. À douze ans, elle découvre la technique de chant saturé (growl, scream). À treize ans, elle part en tournée avec des groupes de rock locaux.

## Musique
Karoline Rose Sun fait ses débuts entre l'Allemagne et la France en tant que growleuse, chanteuse et guitariste dans le groupe de brutal death metal Psychobolia.
Elle sort un premier EP solo, More Immoral, sous le pseudonyme Caroline Rose, en 2010.
En 2013, elle participe à l'émission The Voice sur TF1 (équipe Florent Pagny), jusqu'à l'étape du direct.
Elle est sélectionnée en 2014, pour les présélections allemandes de l'Eurovision. Elle y chante une composition, Amber Sky, lors de la wildcard télévisée diffusée sur la NDR,,,,. Elle arrive en seconde position,,,.
Le chanteur Babx lui propose une collaboration. Ensemble, ils composent l'EP EP#1, qu'elle interprète sous le nom de Karoline Rose et qui sort chez le label Bison Bison. Le clip du single Testosteron est tourné en forêt noire, dans son village d'origine.
Entre 2016 et 2017, elle fait les premières parties de Nina Hagen,,, Jeanne Added, Poni Hoax, Christian Olivier, Vick Moan. Elle rencontre Dan Lévy, qui réalise son premier EP, intitulé Brutal Pop. Elle le signe en tant que SUN, son pseudonyme de musicienne actuel. Le premier concert de SUN a lieu à Rock en seine,, en août 2017.
En mai 2019, SUN joue au Great Escape (en) de Brighton, en décembre 2019 aux Trans Musicales de Rennes,,,,.
Elle collabore avec l'orchestre contemporain Geneva Camerata pour un programme de reprises de Metallica, dirigé par le pianiste et chef d'orchestre David Greilsammer.
SUN sort le single Golden le 26 mai 2021. Le titre est coproduit et mixé par Andrew Scheps, titulaire de trois Grammy Awards, et qui a collaboré avec Adele, Metallica, U2, Red Hot Chili Pepper, et Beyoncé.
Le 17 Août 2024, elle est invitée par le parc rock festival de Baudour (Belgique). Elle monte sur scène à 19h10, et est qualifiée de « mi-ange et démon » pour son approche du brutal pop.

## Cinéma
Elle joue le rôle de Stella, une maréchal-ferrante, chanteuse, guitariste, dans le film Tom Medina de Tony Gatlif. Le film est en sélection officielle du Festival de Cannes 2021,. Lors du spectacle précédant la projection sur la plage, elle chante en compagnie de Nicolas Reyes, fondateur des Gipsy Kings, le bassiste Bernard Paganotti, des musiciens gitans et la danseuse flamenca Karine Gonzalez. Le film sort le 4 août 2021, distribué par Les Films du losange.
En mars 2021, elle tourne dans trois films de Bertrand Mandico autour du thème de Conan la barbare. Les films sont tournés en Super 16 mm, au Théâtre des Amandiers, ainsi qu'en studio.
En 2022, elle tourne dans Vincent doit mourir, film de Stephan Castang.

## Spectacle vivant
Sous le pseudonyme Caroline Rose, elle fait ses débuts dans le spectacle vivant en 2009, avec La mécanique des anges (Compagnie Arcosm), et part en tournée dans toute la France,,. Dans cette pièce musicale chorégraphiée, elle chante, growle, joue de la guitare et danse aux côtés d'artistes issus de différentes disciplines artistiques.
À la suite de sa performance, elle est repérée par les producteurs de comédies musicales Dove Attia et Albert Cohen. Ils l'engagent pour la reprise du rôle de Solène dans 1789, les amants de la bastille, mis en scène par Giuliano Peparini, au Palais des Sports de Paris.
En 2015, le metteur en scène Guillaume Vincent lui propose le rôle de la Comtesse de Geschwitz dans sa nouvelle création au Théâtre des bouffes du nord, Mimi, scènes de la vie de Bohème (Compagnie Midi Minuit). Elle joue et chante aux côtés de Camélia Jordana et de chanteurs lyrique, sur une musique de Giaccomo Puccini revisitée par Frédéric Verrière,,.
De 2016 à 2017, elle interprète Edith Piaf dans la pièce Piaf, une vie en rose et noir de Jacques Pessis, mise en scène de François Chouquet.
En 2016, elle joue au Festival d'Avignon dans H to H (Marion Aubert, Roland Auzet) où elle interprète le personnage de Nina Hagen donnant la réplique à Michel Houellebecq. En 2019, elle est actrice, chanteuse, guitariste et compositrice dans deux pièces de Roland Auzet : Hedda Gabbler, d'habitude on supporte l'inévitable (Henrik Ibsen), aux côtés des L.E.J., puis Nous l'Europe, banquet des peuples, (texte de Laurent Gaudé), joué au Festival d'Avignon 2019,.

## Musiques de film et pour le spectacle vivant
En 2021, elle compose cinq titres pour la bande originale du film Tom Medina de Tony Gatlif: Through The Pain, Paso Dobles, Goodbye, Ultra Fauve, et Pena.
En 2017, Karoline Rose Sun écrit la musique de Littéral, ballet du chorégraphe Daniel Larrieu (compagnie Astrakan).

## Littérature
La metteuse en scène Pascale Henry lui propose d'écrire un texte pour l'édition 2021 d'un évènement initié par la SACD, intitulé Les Intrépides. Le livre comprend sept textes de sept autrices différentes : Karoline Rose SUN, Marie Nimier, Carole Martinez, Odile Cornuz, Alice Zeniter, Aiko Solovkine et Céline Champinot. Les textes sont lus par les autrices elles-mêmes, à la Chartreuse de Villeneuve Les Avignon, et au Conservatoire du grand Avignon lors du Festival d'Avignon 2021, sur une mise en scène de Pascale Henry et une musique de Karoline Rose Sun. Le livre est publié aux éditions L'Avant-scène théâtre,,,.

## Collaborations
Karoline Rose Sun collabore trois fois avec l'orchestre Geneva Camerata dirigé par le pianiste David Greilsammer : en 2018, The Metallica Journey reprend le répertoire de Metallica arrangé pour l'orchestre par Jonathan Kerren ; en 2020, ils tournent une vidéo live du titre Black Hole Sun de Soundgarden ; en 2021, ils jouent un hommage à Radiohead,,.